# Brussels Cycling Classic 2017
Das 97. Brussels Cycling Classic 2017 war ein belgisches Straßenradrennen mit Start Ziel in Brüssel nach 201,3 km. Es fand am Samstag, den 2. September 2017, statt. Zudem war es Teil der UCI Europe Tour 2017 und dort in der Kategorie 1.HC eingestuft.
Sieger im Massensprint wurde der Franzose Arnaud Démare von FDJ vor dem slowenischen
Radrennfahrer Marko Kump vom UAE Team Emirates.

## Teilnehmende Mannschaften
| WorldTeams (9)- Quick-Step Floors - AG2R La Mondiale - FDJ - Lotto-Soudal - Astana - Bora-Hansgrohe - Team Sunweb - UAE Team Emirates - Trek-Segafredo Professional Continental Teams (13)- Cofidis, Solutions Crédits - Delko Marseille Provence KTM - Wanty-Groupe Gobert - CCC Sprandi Polkowice - Direct Énergie - Fortuneo-Oscaro - Gazprom-RusVelo - Nippo-Vini Fantini - Roompot-Nederlandse Loterij - Sport Vlaanderen-Baloise - Verandas Willems-Crelan - WB-Veranclassic-Aqua Protect - Wilier Triestina-Selle Italia Continental Team- Cibel-Cebon |
| |

## Strecke
Auf dem 201 km langen Kurs um Brüssel beinhaltete insgesamt 13 Anstiege, der letzte davon 20 km vor dem Ziel. Das Ziel befand sich auf der Avenue Houba de Strooper in Brüssel.

## Rennverlauf
Kurz nach Start setzten sich fünf Fahrer um Dimitri Peyskens (Belgien/WB Veranclassic) ab. Die Gruppe hatte maximal fünf Minuten Vorsprung und war zehn Kilometer vor dem Ziel eingeholt. Im selektiven Mittelteil des Rennens mit den vielen Anstiegen stiegen die Mitfavoriten auf den Sieg, Marcel Kittel (Deutschland/Quick Step) und Nacer Bouhanni (Frankreich/Cofidis), aus. Nachdem die Fluchtgruppe eingeholt wurde, griff Matthias Brändle an, um als Solist das Ziel zu erreichen. Doch Brändle wurde wenige Kilometer vor dem Ziel wieder gestellt. Es kam zum Massensprint. Den Sprint gewann Arnaud Démare (Frankreich/FDJ) vor Marko Kump (Slowenien/UAE Team Emirates) und André Greipel (Deutschland/Lotto Soudal).

## Rennergebnis
| #      | Fahrer            | Team                          | Zeit       |
| ------ | ----------------- | ----------------------------- | ---------- |
| Sieger | Arnaud Démare     | FDJ                           | 4h 39' 47" |
| 2.     | Marko Kump        | UAE Team Emirates             | gl. Zeit   |
| 3.     | André Greipel     | Lotto Soudal                  | gl. Zeit   |
| 4.     | Kenny Dehaes      | Wanty-Groupe Gobert           | gl. Zeit   |
| 5.     | Jasper Stuyven    | Trek-Segafredo                | gl. Zeit   |
| 6.     | Jasper De Buyst   | Lotto Soudal                  | gl. Zeit   |
| 7.     | Riccardo Minali   | Astana Pro Team               | gl. Zeit   |
| 8.     | Marco Canola      | Nippo-Vini Fantini            | gl. Zeit   |
| 9.     | Manuel Belletti   | Wilier Triestina-Selle Italia | gl. Zeit   |
| 10.    | Davide Martinelli | Quick-Step Floors             | gl. Zeit   |